# Neoclytus rufus
Neoclytus rufus es una especie de escarabajo longicornio del género Neoclytus, tribu Clytini, subfamilia Cerambycinae. Fue descrita científicamente por Olivier en 1800.

## Descripción
Mide 6-12 milímetros de longitud.

## Distribución
Se distribuye por Argentina, Bolivia, Brasil, Colombia, Costa Rica, Ecuador, Guyana, Guayana Francesa, Panamá, Paraguay y Trinidad y Tobago y Venezuela.